# Mafoulou
Mafoulou är en ort i Burkina Faso.   Den ligger i provinsen Province du Bam och regionen Centre-Nord, i den centrala delen av landet, 100 km norr om huvudstaden Ouagadougou. Mafoulou ligger 321 meter över havet och antalet invånare är 562.
Terrängen runt Mafoulou är platt, och sluttar söderut. Runt Mafoulou är det ganska tätbefolkat, med 100 invånare per kvadratkilometer.. Närmaste större samhälle är Boussouma, 17,6 km väster om Mafoulou.
Trakten runt Mafoulou består i huvudsak av gräsmarker.